# Java EE Connector Architecture
Java EE Connector Architecture (JCA) es una solución tecnológica basada en el Lenguaje de programación Java para conectar servidores de aplicaciones y sistemas de información empresarial (EIS) como parte de soluciones de integración de aplicación de empresa (EAI). Mientras JDBC se usa específicamente para conectar aplicaciones Java a Bases de datos, JCA es una arquitectura más genérica para conectarse a sistemas heredados (incluyendo bases de datos). JCA fue desarrollado bajo el Java Community Process como JSR 16 (JCA 1.0), JSR 112 (JCA 1.5) y JSR 322 (JCA 1.6).